# X Games de Invierno Noruega 2016
La I edición de los X Games de Invierno Noruega se celebró en Oslo (Noruega) entre el 24 y el 28 de febrero de 2016 bajo la organización de la empresa de televisión ESPN.
Se disputaron pruebas de esquí acrobático y snowboard.

## Medallistas de esquí acrobático

### Masculino
| Evento    | Oro                                | Plata                        | Bronce                       |
| --------- | ---------------------------------- | ---------------------------- | ---------------------------- |
| Big air   | Henrik Harlaut · Suecia            | Fabian Bösch · Suiza         | Gus Kenworthy Estados Unidos |
| Superpipe | Torin Yater-Wallace Estados Unidos | Alex Ferreira Estados Unidos | Gus Kenworthy Estados Unidos |

### Femenino
| Evento    | Oro                                  | Plata                        | Bronce                  |
| --------- | ------------------------------------ | ---------------------------- | ----------------------- |
| Big air   | Tiril Sjåstad Christiansen · Noruega | Johanne Killi · Noruega      | Emma Dahlström · Suecia |
| Superpipe | Cassie Sharpe · Canadá               | Maddie Bowman Estados Unidos | Ayana Onozuka Japón     |

## Medallistas de snowboard

### Masculino
| Evento    | Oro                | Plata                       | Bronce                     |
| --------- | ------------------ | --------------------------- | -------------------------- |
| Big air   | Yuki Kadono Japón  | Maxence Parrot · Canadá     | Billy Morgan Reino Unido   |
| Superpipe | Ayumu Hirano Japón | Iouri Podladtchikov · Suiza | Chase Josey Estados Unidos |

### Femenino
| Evento    | Oro                        | Plata                       | Bronce                      |
| --------- | -------------------------- | --------------------------- | --------------------------- |
| Big air   | Cheryl Maas · Países Bajos | Christy Prior Nueva Zelanda | Kjersti Buaas · Noruega     |
| Superpipe | Chloe Kim Estados Unidos   | Kelly Clark Estados Unidos  | Arielle Gold Estados Unidos |